# Damen der christlichen Liebe
Die Ordensgemeinschaft der Damen der christlichen Liebe oder Damen unserer lieben Frauen von der christlichen Liebe oder Damen des St. Michael war ein französischer Frauenorden, der von dem Pater Johannes (Jean) Eudes, ein Bruder des Historikers Francois Eudes de Mézeray (1610–1683), im Jahr 1640 in Caen gestiftet wurde.
Der Orden war als eine besondere Verehrung der Herzen von Jesu und Maria gedacht. Weiteres Anliegen war die Bekehrung von Frauen und Mädchen mit ausschweifendem Lebenswandel. Trotz Aufnahme und geistlicher Zuneigung der Frauen in den Ordenshäusern war eine Ordensaufnahme nicht möglich.
Im Jahr 1651 wurde der Orden durch Rom nach den sogenannten Augustinischen Regeln bestätigt. Eine Wiederbelebung des Ordens erfolgte nach der Aufhebung 1790 im Jahr 1807. Eine größere Verbreitung erfuhr der Orden in Frankreich ab 1814.
Die Ordenskleidung war weiß mit schwarzem Schleier. Auf dem Skapulier war ein silbernes Herz mit der Jungfrau und dem Jesuskind. Das Bildnis wurde von einem Kranz aus Rosen und Lilien umgeben.